# Politica della Croazia
La politica della Croazia consiste in una Repubblica avente un sistema parlamentare di democrazia rappresentativa.
Il sistema politico croato è organizzato secondo il principio di separazione dei poteri: il potere legislativo è attribuito al parlamento, il potere esecutivo è esercitato dal governo e dal presidente della repubblica, mentre il giudiziario è indipendente dall'esecutivo e dal legislativo.
La legge fondamentale della Repubblica di Croazia forma la Costituzione; una raccolta appunto di tutte le leggi la quale indica i principi fondamentali della Repubblica, i diritti dei cittadini e fissa l'ordinamento della Repubblica.

## Evoluzione politica
Il primo stato croato si formò nel IX secolo come il principato (ducato) nell'odierna Dalmazia. Nel 925 il principe Tomislav (Tomislao I) diventò il re e riuscì ad unire la Croazia Pannonica (settentrionale) e quella dalmata (costiera) in una sola entità - Regno di Croazia. 
Tra il 1102 e il 1918 la Croazia, come regno autonomo, fu unita al Regno d'Ungheria (dal 1868 al 1918 come il Regno di Croazia e Slavonia); successivamente ha fatto parte della Jugoslavia dal 1918 fino al 1991. In seno alla "Seconda Jugoslavia" la Croazia fu una repubblica costituente con gli elementi statali: Stato Federale di Croazia (1944-1945), Repubblica Popolare di Croazia (1945-1963) e Repubblica Socialista di Croazia (1963-1990). Il 25 luglio 1990 la denominazione venne cambiata in Repubblica di Croazia in seguito alla promulgazione delle modifiche costituzionali (gli emendamenti LXIV-LXXV, ultime modifiche della Costituzione croata del 1974), il nome che mantenne anche dopo l'indipendenza.
Con l'indebolimento del regime comunista, nel 1989 venne consentita in Croazia la creazione di partiti politici. Il 20 gennaio 1990, al XIVº Congresso Straordinario della Lega dei Comunisti di Jugoslavia, le delegazioni delle repubbliche non furono in grado di trovare un accordo sul principio stesso alla base della Federazione Jugoslava. Le delegazioni croate e slovene chiedevano una federazione con legami più allentati, mentre la delegazione serba, guidata da Slobodan Milošević, vi si opponeva. Come effetto, le delegazioni della Lega dei Comunisti di Slovenia e della Lega dei Comunisti di Croazia abbandonarono il congresso.
Nel 1990 si tennero le prime elezioni parlamentari libere con il primo turno elettorale il 22 aprile 1990 ed il secondo il 6 maggio 1990 (sistema maggioritario con ballottaggio nei collegi uninominali). L'Unione Democratica Croata (HDZ) guidata da Franjo Tuđman vinse le elezioni, seguita dai comunisti riformatori di Ivica Račan (Lega dei Comunisti di Croazia-Partito dei Cambiamenti Democratici, SKH-SDP; odierno il Partito Socialdemocratico di Croazia, SDP). Il 30 maggio 1990, la nuova Legislatura (Parlamento croato) tenne la sua prima seduta. Il governo venne formato dall'HDZ (con Stjepan Mesić come Primo ministro) e Franjo Tuđman fu eletto Presidente della Repubblica (in conformità alla Costituzione croata del 1974, formalmente come Presidente della Presidenza della Repubblica Socialista di Croazia fino alle modifiche costituzionali del 25 luglio 1990). La nuova 
Costituzione fu adottata il 22 dicembre 1990.
Nel referendum sull'indipendenza dello Stato, svoltesi il 19 maggio 1991, il
94,17% dei votanti (83,56% di affluenza) decise per l'indipendenza della Croazia.
Il 25 giugno 1991 il Parlamento croato,  adottò la "Delibera Costituzionale sulla Sovranità ed Indipendenza della Repubblica di Croazia", approvando anche la "Dichiarazione sulla Sovranità ed Indipendenza della Repubblica di Croazia" ed altri atti concernenti l'indipendenza, allo stesso tempo, era iniziato il procedimento per il riconoscimento internazionale. Gli Accordi di Brioni vennero firmati il 7 luglio 1991 dai rappresentanti della Croazia, della Slovenia e della Repubblica Socialista Federale di Jugoslavia sotto l'egida della Comunità Economica Europea e con questo documento la Croazia e la Slovenia congelarono per tre mesi la loro indipendenza da Belgrado (la moratoria). Scaduta ufficialmente la moratoria,  l'8 ottobre 1991 la Repubblica di Croazia rescisse le legami statali e legali con le altre repubbliche della Jugoslavia, diventando definitivamente uno Stato libero ed indipendente dalla Repubblica Socialista Federale di Jugoslavia. I paesi della CEE intanto riconobbero la Croazia il 15 gennaio 1992. Nel corso del 1992 la Croazia viene riconosciuta da gran parte degli Stati mondiali e nel 22 maggio 1992 divenne parte delle Nazioni Unite (ONU).
Dopo la guerra d'indipendenza, la Croazia divenne un membro del Consiglio d'Europa il 6 novembre 1996, della NATO il 1º aprile 2009 e dell'Unione europea il 1º luglio 2013; è anche un membro di tutte le principali istituzioni finanziarie internazionali, fra cui Fondo Monetario Internazionale, Banca Mondiale, Organizzazione Mondiale del Commercio.

## Costituzione
La Costituzione della Repubblica di Croazia (Ustav Republike Hrvatske) fu adottata dal Parlamento croato (Hrvatski sabor) il 22 dicembre 1990. Il documento è diviso in dieci parti o titoli:
I. Principi fondamentali (Preambolo)
II. Disposizioni di base
III. Protezione dei diritti umani e delle libertà fondamentali
IV. Organizzazione del potere statale (Organizzazione del governo)
V. La Corte costituzionale della 
Repubblica di Croazia
VI. Autogoverno locale e territoriale (regionale)
VII. Rapporti internazionali
VIII. Unione europea
IX. Modifiche della Costituzione
X. Disposizioni transitorie e finali
La Costituzione proclama la Croazia uno "stato unitario ed indivisibile, democratico e sociale" che deriva la sua sovranità dal "popolo come comunità di cittadini liberi ed uguali" (art. 1). Afferma inoltre che "la libertà, l'uguaglianza, la pariteticità nazionale e la parità tra i sessi, la pace, la giustizia sociale, il rispetto dei diritti dell'uomo, l'inviolabilità della proprietà, la tutela del nature e dell'ambiente umano, lo stato di diritto ed un sistema democratico pluripartitico, sono i maggiori valori dell'ordinamento costituzionale e costituiscono le basi per interpretare la Costituzione" (art. 3).

### Le revisioni costituzionali
Hanno diritto a proporre modifiche della Costituzione almeno un quinto dei deputati, il Presidente della Repubblica ed il Governo. Il Parlamento decide a maggioranza dei voti di tutti i deputati se procedere alle modifiche costituzionali e stabilisce con stessa maggioranza i disegni delle modifiche. Le modifiche della Costituzione vengono approvate a maggioranza dei due terzi di tutti i deputati. Un decimo degli elettori (cittadini aventi diritto di voto) anche possono proporre le modifiche della Costituzione e tale revisione è sottoposta al referendum per approvazione. La modifica viene accolta a maggioranza di voti favorevoli dei cittadini votanti.
La Costituzione è stata cambiata in cinque occasioni:
- Il 12 dicembre 1997 con le modifiche minori.
- Il 9 novembre 2000 passando dal sistema semipresidenziale al sistema parlamentare, pur mantenendo l'elezione diretta del Presidente della Repubblica. Queste modifiche alla Costituzione anche considerevolmente ampliarono i poteri della Corte costituzionale ed aumentarono il numero dei giudici da undici a tredici.
- Il 28 marzo 2001 la Costituzione fu cambiata per passare dal bicameralismo ad unicameralismo parlamentare. Le modifiche ristrutturarono il Parlamento croato in senso monocamerale.[12] Fu invece armonizzata la terminologia utilizzata nelle parti della Costituzione relative ai diritti dell'uomo e le libertà fondamentali e alla Corte costituzionale con la terminologia usata nella Convenzione europea per la salvaguardia dei diritti dell'uomo e delle libertà fondamentali (CEDU).
- il 16 giugno 2010 la Costituzione fu cambiata per permettere alla Croazia di entrare nell'Unione europea se questo fosse stato il volere dei cittadini; i cittadini si espressero favorevolmente nel referendum del 2012.
- Il 1 dicembre 2013 dopo l'iniziativa popolare per la revisione parziale della Costituzione, nel referendum la maggioranza dei votanti approvò di inserire nella Costituzione la definizione del matrimonio come un’unione esclusivamente tra “un uomo e una donna”. È unica modifica approvata mediante un referendum. Anche se il matrimonio tra persone dello stesso sesso non è legalmente valido in Croazia, le unioni civili (životno partnerstvo) registrate per le coppie dello stesso sesso sono state rese legali fin dal 2014; queste forniscono la maggior parte degli stessi diritti che ricevono le coppie sposate di sesso opposto.

## Potere legislativo
Il potere legislativo è attribuito al Parlamento (in croato: Hrvatski sabor, "Parlamento croato"), eletto ogni quattro anni.
A partire dal 2011 esso si compone di 151 seggi: 143 sono attribuiti mediante sistema proporzionale, di cui 140 nell'ambito del territorio nazionale e 3 nella circoscrizione estero; 8 sono assegnati alle minoranze etniche nazionali. In precedenza, il numero dei deputati non era stabilito in misura fissa, essendo previsto un massimo di 161 componenti.
Per effetto della riforma costituzionale del 2001, inoltre, il Sabor si caratterizza come un Parlamento unicamemerale, essendo stata disposta l'abolizione della Camera delle regioni.

## Potere esecutivo
Il Governo (Vlada), come l'organo collegiale, consiste del Primo ministro, dei vice primi ministri e dei ministri. Il Governo esercita il potere esecutivo ed è responsabile verso il Parlamento. Il Primo ministro della Croazia (Predsjednik Vlade, traduzione esatta è "Presidente del Governo" come p.e. nella Spagna) è il capo del Governo in un sistema multipartitico.
Essendo l'organo principale del potere esecutivo, il Governo ha come scopo primario l'attuazione di una determinata politica nazionale. Propone le leggi ed il bilancio, si occupa della politica interna ed estera del Paese. Secondo la Legge sul sistema d'amministrazione statale del 2011 con le modifiche fino al 2016, il Governo, su proposta del Primo ministro, nomina i segretari di Stato (hanno funzioni analoghe ai sottosegretari di Stato nel sistema politico italiano). Il Primo ministro, i ministri, i segretari di Stato (ed altri ufficiali pubblici in conformità alla legge elettorale) non possono essere membri del parlamento.
Dopo le elezioni parlamentari, il Presidente della Repubblica, previa consultazione con i rappresentanti designati dai gruppi politici che hanno ottenuto rappresentanza parlamentare, propone un candidato alla Presidenza del Governo che dovrebbe essere il leader del partito di maggioranza o il leader della coalizione di maggioranza. Il candidato presenta al Parlamento il programma politico e i nomi dei ministri del Governo che intende formare e chiede la fiducia del Parlamento. Se il Parlamento a maggioranza assoluta (almeno la metà più uno di tutti i deputati), dà fiducia al candidato, il Presidente della Repubblica lo nomina Primo ministro (Presidente del Governo) e, da questo momento, il Primo ministro nomina i ministri. Prima di assumere le funzioni, il Primo ministro e i ministri devono prestare giuramento davanti al Parlamento. Se entro quattro mesi dalla prima proposta nessun candidato ottiene il sostegno del Parlamento, il Presidente della Repubblica scioglie il Parlamento e convoca nuove elezioni. Secondo l'art. 115 e 116 della Costituzione, il Governo deve avere la fiducia del Parlamento: il Primo ministro può rimettere al Parlamento la questione di fiducia, il Parlamento accorda la fiducia a maggioranza dei voti di tutti i deputati. Il Parlamento potrebbe rimuovere in qualsiasi momento il Primo ministro (e tutto il Governo) o singoli ministri attraverso una mozione di sfiducia, che richiede il sostegno della maggioranza dei voti di tutti i deputati (maggioranza assoluta). Se il nuovo Governo non viene eletto dopo 30 giorni (un mese) dalla delibera di sfiducia (il candidato per la carica di Primo ministro è proposto dal Presidente della Repubblica e può nominare i ministri dopo l'investitura parlamentare), il Presidente della Repubblica deve sciogliere il Parlamento e convocare nuove elezioni. Singoli ministri possono essere destituiti dal Primo ministro e nuovi sono inoltre nominati dal Primo ministro dopo la fiducia parlamentare espressa dalla maggioranza dei voti di tutti i deputati.
Il Presidente della Repubblica (Predsjednik Republike) è eletto a suffragio universale diretto (sistema maggioritario con ballottaggio) per un massimo di due mandati della durata di cinque anni. In seguito all'elezione deve rinunciare all'iscrizione a qualsiasi partito politico. Rappresenta l'unità nazionale e svolge alcune funzioni esecutive e cerimoniali secondo le norme stabilite dalla Costituzione.
Se il Presidente è impedito nell'esecuzione dei propri doveri, il Presidente del Parlamento assume i poteri presidenziali per un massimo di 60 giorni a partire dalla convocazione di nuove elezioni.
Qualora nello svolgimento della propria funzione il Presidente della Repubblica violi la Costituzione, il Parlamento, a maggioranza dei due terzi di tutti i deputati, può metterlo in stato d'accusa dinanzi alla Corte Costituzionale (per responsabilità speciale o "attentato alla Costituzione"). La Corte Costituzionale delibera sulla responsabilità speciale del Presidente a maggioranza dei due terzi di tutti i giudici; se è colpevole, viene destituito dalla carica.

## Potere giudiziario
Il potere giudiziario è invece indipendente ed esercitato dagli organi giurisdizionali
- i tribunali municipali (općinski sudovi),
- i tribunali regionali (županijski sudovi),
- i tribunali commerciali (trgovački sudovi),
- l'Alta Corte Commerciale (Visoki trgovački sud),
- i tribunali amministrativi (upravni sudovi),
- l'Alta Corte Amministrativa (Visoki upravni sud),
- l'Alta Corte Penale (Visoki kazneni sud),
- l'Alta Corte per le Trasgressioni (Visoki prekršajni sud),
- la Corte Suprema (Vrhovni sud).

### Consiglio Giudiziario dello Stato
I giudici (eccetto il presidente della Corte Suprema) sono nominati dal Consiglio Giudiziario dello Stato composto da undici membri eletti per quattro anni: sette giudici eletti da e tra i giudici della magistratura ordinaria e specialista, eccetto i giudici della Corte Costitutuinale; due professori ordinari universitari in materie giuridiche eletti dalle facoltà di giurisprudenza delle università croate; e due membri eletti dal Parlamento - uno tra i deputati della maggioranza ed uno tra i deputati dell'opposizione. 

### Composizione attuale (2018) del Consiglio Giudiziario dello Stato
| Titolo                                                                           | Componenti                                                             |
| -------------------------------------------------------------------------------- | ---------------------------------------------------------------------- |
| Presidente del Consiglio Giudiziario dello Stato della Repubblica di Croazia     | Željko Šarić                                                           |
| Vicepresidente del Consiglio Giudiziario dello Stato della Repubblica di Croazia | Mijo Galiot                                                            |
| Componenti eletti dai giudici                                                    | Nediljko Boban Neven Cambj Sabina Dugonjić Damir Kontrec Ivica Veselić |
| Componenti eletti dal Parlamento croato                                          | Željko Lacković Orsat Miljenić                                         |
| Componenti eletti dalle facoltà di giurisprudenza delle università croate        | Igor Gliha Eduard Kunštek                                              |

Il Presidente della Corte Suprema viene eletto dal Parlamento su proposta del Presidente della Repubblica, sentito il parere della Corte Suprema in seduta plenaria e la Commissione parlamentare Giustizia.

### Pubblico ministero o Avvocatura dello Stato
L'Avvocatura dello Stato (Državno odvjetništvo) promuove la repressione dei reati, è responsabile della conduzione delle indagini preliminari e rappresenta l'accusa nel processo penale; vigila sull'osservanza delle leggi e sulla regolare amministrazione della giustizia; rappresenta lo Stato nelle controversie legali civili ed amministrative avverso le controparti(nell'ordinamento croato l'Avvocatura dello Stato svolge le funzioni della Procura e dell'Avvocatura dello Stato nell'ordinamento giudiziario italiano). Gli avvocati dello Stato e avvocati aggiunti dello Stato (nell'Ufficio dell'Avvocato generale dello Stato e negli uffici regionali e municipali) sono nominati dal Consiglio dell'Avvocatura/Procura dello Stato (eccetto l'Avvocato generale dello Stato chi è eletto dal Parlamento su proposta del Governo, sentito il parere della Commissione parlamentare Giustizia). Il Consiglio dell'Avvocatura dello Stato è composto da membri eletti per quattro anni: sette avvocati aggiunti dello Stato eletti da e tra avvocati aggiunti dello Stato nell'Ufficio del Avvocato generale e negli uffici regionali e municipali, due professori ordinari universitari in materie giuridiche eletti dalle facoltà di giurisprudenza delle università croate e due membri eletti dal Parlamento - uno tra i deputati della maggioranza ed uno tra i deputati dell'opposizione.

## Corte costituzionale
La Corte Costituzionale (Ustavni sud), 
non essendo parte della giurisdizione ordinaria o amministrativa, è formata da tredici giudici eletti dal Parlamento a maggioranza dei due terzi di tutti i deputati per un mandato d'otto anni. Presidente e Vice Presidente della Corte vengono eletti dai giudici per quattro anni. La Corte Costituzionale giudica sulla conformità delle leggi alla Costituzione, dei regolamenti alla Costituzione e alle leggi; risolve il conflitto di competenze fra gli organi di potere legislativo, esecutivo e giudiziario; delibera, in conformità alla Costituzione, sulla responsabilità speciale del Presidente della Repubblica; controlla la costituzionalità dei programmi e dell’azione dei partiti politici e può, conformemente alla Costituzione, vietare il loro lavoro; controlla la costituzionalità e la legalità delle elezioni e del referendum statale e delibera sulle cause elettorali che non sono di competenza dei tribunali. Svolge la funzione fondamentale di garantire l'applicazione dei principi e degli articoli della Costituzione.

### Composizione della Corte Costituzionale
| Nome                       | Inizio del mandato | Nota                               |
| -------------------------- | ------------------ | ---------------------------------- |
| Miroslav Šeparović         | 14 aprile 2009     | Presidente dal 13 giugno 2016      |
| Snježana Bagić             | 7 giugno 2016      | Vice Presidente dal 13 giugno 2016 |
| Andrej Abramović           | 7 giugno 2016      | Giudice                            |
| Ingrid Antičević-Marinović | 7 giugno 2016      | Giudice                            |
| Mato Arlović               | 21 luglio 2009     | Giudice                            |
| Branko Brkić               | 7 giugno 2016      | Giudice                            |
| Mario Jelušić              | 7 giugno 2016      | Giudice                            |
| Lovorka Kušan              | 7 giugno 2016      | Giudice                            |
| Josip Leko                 | 7 giugno 2016      | Giudice                            |
| Davorin Mlakar             | 7 giugno 2016      | Giudice                            |
| Rajko Mlinarić             | 7 giugno 2016      | Giudice                            |
| Antun Palarić              | 21 luglio 2009     | Giudice                            |
| Miroslav Šumanović         | 7 giugno 2016      | Giudice                            |

## Partiti politici

### Partiti rappresentati nel Parlamento croato o nel Parlamento Europeo
La Croazia è caratterizzata da un sistema politico multipartitico. Le seconde elezioni europee si sono tenute il 25 maggio 2014. Le ultime elezioni parlamentari tenutesi l'11 settembre 2016 sono state elezioni anticipate precedute dalla sfiducia nei confronti del Governo Orešković (coalizione HDZ - Most) il 16 giugno 2016 e dallo scioglimento del Parlamento. La IX legislatura del Parlamento croato ha avuto inizio venerdì 14 ottobre 2016 ed il 14º Governo, guidato da Andrej Plenković è in carica dal 19 ottobre 2016 (coalizione HDZ - Most, dal 28 aprile 2017: governo di minoranza dell'HDZ e dal 9 giugno 2017: coalizione HDZ - HNS).
I partiti con i seggi nel Parlamento croato (IX legislatura) o nel Parlamento europeo (IX legislatura) sono (situazione settembre 2019):
| Partito | Partito                                                   | Abbreviaz. | Ideologia                                                                                        | Collocazione                          | Leader              | Parlamento croato | Parlamento europeo |
| ------- | --------------------------------------------------------- | ---------- | ------------------------------------------------------------------------------------------------ | ------------------------------------- | ------------------- | ----------------- | ------------------ |
|         | Unione Democratica Croata                                 | HDZ        | Cristianesimo democratico Conservatorismo nazionale Europeismo                                   | Centro-destra                         | Andrej Plenković    | 55 / 151          | 4 / 11             |
|         | Partito Socialdemocratico di Croazia                      | SDP        | Socialdemocrazia Terza via Antifascismo Europeismo                                               | Centro-sinistra                       | Davor Bernardić     | 29 / 151          | 4 / 11             |
|         | Most nezavisnih lista                                     | Most       | Conservatorismo liberale Cristianesimo democratico Partito pigliatutto                           | Centro-destra                         | Božo Petrov         | 10 / 151          | 0 / 11             |
|         | Bandić Milan 365 - Partito del Lavoro e della Solidarietà | BM 365     | Populismo Socialdemocrazia                                                                       | Centro Trasversalismo                 | Milan Bandić        | 5 / 151           | 0 / 111            |
|         | Partito Popolare Croato - Liberal Democratici             | HNS        | Liberalismo Centrismo Europeismo                                                                 | Centro                                | Ivan Vrdoljak       | 4 / 151           | 0 / 11             |
|         | Alleanza Civico-Liberale                                  | GLAS       | Liberalismo sociale Progressismo sociale Interculturalismo Antifascismo Europeismo               | Centro-sinistra                       | Anka Mrak Taritaš   | 4 / 151           | 0 / 11             |
|         | Partito Contadino Croato                                  | HSS        | Agrarianesimo Liberalismo verde Europeismo                                                       | Centro                                | Krešo Beljak        | 4 / 151           | 0 / 11             |
|         | Dieta Democratica Istriana                                | IDS-DDI    | Regionalismo istriano Liberalismo sociale Interculturalismo Europeismo                           | Centro-sinistra                       | Boris Miletić       | 3 / 151           | 1 / 11             |
|         | Partito Democratico Indipendente Serbo                    | SDSS-СДСС  | Politica della minoranza serba Liberalismo sociale Antifascismo                                  | Centro Centro-sinistra                | Milorad Pupovac     | 3 / 151           | 0 / 11             |
|         | Partito Democristiano Croato                              | HDS        | Cristianesimo democratico Conservatorismo nazionale                                              | Destra                                | Goran Dodig         | 2 / 151           | 0 / 11             |
|         | Muro Vivente - Barriera Umana                             | Živi zid   | Populismo Movimento anti-globalizzazione Movimento di occupazione Euroscetticismo                | Centro-sinistra Trasversalismo        | Ivan Vilibor Sinčić | 2 / 151           | 1 / 11             |
|         | Partito di Ivan Pernar                                    | SIP        | Populismo Movimento anti-globalizzazione Euroscetticismo                                         | Trasversalismo                        | Ivan Pernar         | 1 / 151           | 0 / 11             |
|         | Forza - Partito dell'Attivismo Popolare e Civico          | SNAGA      | Democrazia deliberativa Riformismo del sistema creditizio-bancario                               | Centro Centro-sinistra Trasversalismo | Goran Aleksić       | 1 / 151           | 0 / 11             |
|         | Partito Croato dei Pensionati                             | HSU        | Diritti dei pensionati Socialdemocrazia                                                          | Centro-sinistra                       | Silvano Hrelja      | 1 / 151           | 0 / 11             |
|         | Cambiamo la Croazia                                       | PH         | Populismo Interventismo economico Teoria della Moneta Moderna                                    | Centro Trasversalismo                 | Ivan Lovrinović     | 1 / 151           | 0 / 11             |
|         | Partito Popolare - Riformisti                             | Reformisti | Liberalismo classico Liberismo economico Europeismo                                              | Centro                                | Ivan Čačić          | 1 / 151           | 0 / 11             |
|         | Democratici                                               | Demokrati  | Socialdemocrazia Sviluppo sostenibile                                                            | Centro-sinistra                       | Mirando Mrsić       | 1 / 151           | 0 / 111            |
|         | Lista Indipendente dei Giovani                            | NLM        | Populismo Diritti dei giovani                                                                    | Trasversalismo                        | Ante Pranić         | 1 / 151           | 0 / 11             |
|         | Politica Nuova                                            | NP         | Riformismo sociale Anti-corruzione                                                               | Centro                                | Vlaho Orepić        | 1 / 151           | 0 / 11             |
|         | Partito Social-Liberale Croato                            | HSLS       | Liberalismo conservatore Nazionalismo liberale                                                   | Centro-destra                         | Darinko Kosor       | 1 / 151           | 0 / 11             |
|         | Esih - Hasanbegović: Indipendenti per la Croazia          | NHR        | Conservatorismo nazionale Populismo di destra Anticomunismo                                      | Destra                                | Bruna Esih          | 1 / 151           | 0 / 11             |
|         | Alleanza Democratica Croata di Slavonia e Barania         | HDSSB      | Regionalismo slavono Conservatorismo nazionale Agrarianesimo                                     | Destra                                | Branimir Glavaš     | 1 / 151           | 0 / 11             |
|         | Hrast - Movimento per la Croazia di Successo              | HRAST      | Conservatorismo Cattolicesimo sociopolitico Sovranismo                                           | Destra                                | Ladislav Ilčić      | 1 / 151           | 0 / 11             |
|         | Partito Conservatore Croato                               | HKS        | Conservatorismo nazionale Conservatorismo sociale Liberismo economico Euroscetticismo Sovranismo | Destra                                | Marijan Pavliček    | 0 / 151           | 1 / 11             |

Nel Parlamento croato della IX legislatura sono anche eletti otto deputati nella circoscrizione delle minoranze nazionali: tre rappresentanti della minoranza serba eletti nella lista "Partito Democratico Indipendente Serbo" (SDSS-СДСС),  cinque formalmente indipendenti:  un rappresentante della minoranza ungherese eletto nella lista "Unione Democratica degli Ungheresi di Croazia" (DZMH-HMDK), un rappresentante della minoranza italiana (eletto nella lista indipendente), un rappresentante della minoranza ceca e slovacca (eletto nella lista indipendente) e due rappresentanti delle altre minoranze, da cui uno è eletto nella lista "Unione degli Albanesi in Croazia" (UARH-USHRK) ed uno nella lista "Alleanza dei Rom in Croazia Kali Sara" (SRRH KS). Un seggio viene alla "Lista Indipendente Željko Glasnović" nella circoscrizione Esteri.
Nel Parlamento Europeo (IX legislatura, le elezioni europee del 2019) europarlamentare Ivan Vilibor Sinčić, eletto nella lista "Muro Vivente - Barriera Umana" (ŽZ), è deputato non iscritto. Mislav Kolakušić, eletto nella "Lista indipendente di Mislav Kolakušić", è deputato indipendente e non iscritto.

### Partiti extraparlamentari
| Partito | Partito                                                                                 | Abbreviaz. | Ideologia                                                                                                 | Collocazione           |
| ------- | --------------------------------------------------------------------------------------- | ---------- | --- | ---------------------- |
|         | Partito Croato dei Diritti dr. Ante Starčević                                           | HSP AS     | Etnonazionalismo croato Conservatorismo sociale Populismo di destra Euroscetticismo                       | Destra Destra estrema  |
|         | Partito Croato dei Diritti                                                              | HSP        | Etnonazionalismo croato Populismo di destra Neofascismo Sovranismo                                        | Destra estrema         |
|         | Alleanza Democratica per il Rinnovamento Nazionale                                      | DESNO      | Conservatorismo nazionale Cristianesimo democratico Destra sociale Sovranismo                             | Destra                 |
|         | Forza Moderna Democratica                                                               | MODES      | Conservatorismo nazionale Solidarietà sociale                                                             | Destra Centro-destra   |
|         | Željko Kerum - Partito Civico Croato                                                    | HGS        | Populismo Conservatorismo sociale                                                                         | Centro-destra          |
|         | Partito della Famiglia                                                                  | Os         | Conservatorismo sociale Cattolicesimo sociopolitico Euroscetticismo                                       | Destra                 |
|         | Sviluppo Sostenibile della Croazia                                                      | ORaH       | Sviluppo sostenibile Ambientalismo Liberalismo verde Progressismo sociale Interculturalismo               | Sinistra               |
|         | Laburisti Croati - Partito del Lavoro                                                   | Laburisti  | Socialismo democratico Riformismo sociale                                                                 | Sinistra               |
|         | Lista Verde                                                                             | ZL         | Ambientalismo Sviluppo sostenibile Regionalismo - Zagabria                                                | Centro                 |
|         | Alleanza Verde - Verdi                                                                  | Zeleni     | Ambientalismo Sviluppo sostenibile Solidarietà sociale Regionalismo                                       | Centro                 |
|         | Blocco dei Pensionati Uniti                                                             | BUZ        | Partito single-issue (Diritti dei pensionati)                                                             | Centro                 |
|         | Partito dei Pensionati                                                                  | SU         | Partito single-issue (Diritti dei pensionati)                                                             | Centro                 |
|         | Partito Contadino Croato - Stjepan Radić                                                | HSS-SR     | Agrarianesimo Cristianesimo democratico Conservatorismo sociale                                           | Centro-destra          |
|         | Partito Contadino Democratico Croato                                                    | HDSS       | Agrarianesimo Protezionismo economico Solidarietà sociale                                                 | Centro                 |
|         | Azione Giovane                                                                          | AM         | Riformismo sociale Ambientalismo Diritti dei giovani                                                      | Centro-sinistra        |
|         | Intelligente                                                                            | PAMETNO    | Liberalismo sociale Progressismo sociale Democrazia deliberativa Secolarismo                              | Centro-sinistra        |
|         | Forza Croazia! - Alleanza Progressista                                                  | NHPS       | Socialdemocrazia Progressismo sociale Secolarismo Antifascismo                                            | Centro-sinistra        |
|         | Nuova Sinistra - Partito per la Democratizzazione Sociale e per lo Sviluppo Sostenibile | NL         | Socialdemocrazia Socialismo liberale Sviluppo sostenibile Interculturalismo Anticlericalismo Antifascismo | Sinistra               |
|         | Fronte dei Lavoratori                                                                   | RF         | Socialismo Ecosocialismo Neomarxismo Anticlericalismo Anticapitalismo Antifascismo                        | Sinistra estrema       |
|         | Partito Socialista del Lavoro di Croazia                                                | SRP        | Socialismo Eurocomunismo Autogestione dei lavoratori Anticlericalismo Antifascismo                        | Sinistra estrema       |
|         | Per la Città                                                                            | ZG         | Regionalismo Democrazia deliberativa e partecipativa Progressismo sociale                                 | Sinistra               |
|         | Lista per Fiume                                                                         | RI         | Regionalismo fiumano Autonomismo fiumano Liberalismo sociale Secolarismo Ambientalismo                    | Centro Centro-sinistra |
|         | Alleanza Litoraneo-montana                                                              | PGS        | Regionalismo - Quarnaro-Gorski Kotar Liberalismo sociale Ambientalismo                                    | Centro Centro-sinistra |
|         | Partito di Zagorje                                                                      | ZS         | Regionalismo - Hrvatsko Zagorje Progressismo sociale Sviluppo sostenibile                                 | Centro Centro-sinistra |
|         | Partito Democratico di Zagorje                                                          | ZDS        | Regionalismo - Hrvatsko Zagorje Conservatorismo sociale Agrarianesimo                                     | Centro                 |
|         | Partito del Međimurje                                                                   | MS         | Regionalismo - Međimurje Conservatorismo liberale                                                         | Centro Trasversalismo  |
|         | Alleanza Democratica del Međimurje                                                      | MDS        | Regionalismo - Međimurje Liberalismo sociale Ambientalismo Riformismo fiscale                             | Centro Centro-sinistra |
|         | Partito di Dubrovnik (Ragusa)                                                           | DUSTRA     | Regionalismo - Ragusa (Dubrovnik) Progressismo sociale                                                    | Centro Centro-sinistra |
|         | Dieta Democratica di Dubrovnik (Ragusa)                                                 | DDS        | Regionalismo - Ragusa (Dubrovnik) Liberalismo                                                             | Centro                 |
|         | Democratici Istriani                                                                    | ID-DI      | Regionalismo istriano Autonomismo istriano Socialdemocrazia                                               | Centro-sinistra        |
|         | Partito Istriano dei Pensionati                                                         | ISU-PIP    | Diritti dei pensionati Regionalismo istriano Liberalismo sociale                                          | Centro-sinistra        |
|         | Alleanza Democratica dei Serbi                                                          | DSS-ДСС    | Partito single-issue (Politica della minoranza serba)                                                     | Centro                 |
|         | Partito d'Azione Democratica della Croazia                                              | SDAH       | Partito single-issue (Politica della minoranza bosgnacca) Conservatorismo                                 | Centro                 |

### Partiti storici
Lista dei maggiori partiti del passato. In parentesi è nome del partito in croato e periodo quando il partito fu attivo.
- Partito Illirico/Partito Popolare (Ilirska stranka/Narodna stranka, 1841–1861)
- Partito Popolare Liberale/Partito Popolare (Narodno-liberalna stranka/Narodna stranka, 1861–1906)
- Partito Croato-Ungherese (Hrvatsko-ugarska stranka o Horvatsko-vugerska stranka in croato caicavo, 1841–1861)
- Partito Unionista/Partito Popolare Costituzionale (Unionistička stranka/Narodno-ustavna stranka, 1861–1873)
- Partito Popolare Indipendente (Neodvisna narodna stranka, 1880–1903)
- Partito dei Diritti/Partito Croato dei Diritti (Stranka prava/Hrvatska stranka prava, 1861–1910; 1990–)
- Puro Partito dei Diritti (Čista stranka prava, 1895–1918)
- Partito dei Diritti di Starčević (Starčevićeva stranka prava, 1908–1918; 2009– come Partito Croato dei Diritti dr. Ante Starčević, Hrvatska stranka prava dr. Ante Starčević, HSP AS)
- Partito Indipendente Serbo/Partito Popolare Indipendente Serbo (Samostalna srpska stranka/Samostalna narodna srpska stranka, 1881–1918)
- Partito Popolare Radicale Serbo (Srpska narodna radikalna stranka, 1903 –1918)
- Partito Contadino Croato (Hrvatska seljačka stranka - HSS, dal 1990), già Partito Contadino Popolare Croato (Hrvatska pučka seljačka stranka - HPSS, dal 1904 al 1920) e Partito Contadino Repubblicano Croato (Hrvatska republikanska seljačka stranka- HRSS, dal 1920 al 1927)
- Partito Progressista/Partito Popolare Progressista Croato (Napredna stranka/Hrvatska pučka napredna stranka, 1904–1910)
- Partito Indipendente Croato (Hrvatska samostalna stranka, 1910–1918)
- Partito Socialdemocratico di Croazia e Slavonia (Socijaldemokratska stranka Hrvatske i Slavonije, 1894–1918)
- Coalizione Croato-Serba (Hrvatsko-srpska koalicija, 1905–1918)
- Partito Autonomista (Dalmazia)(Autonomaška stranka, 1861–1918)
- Partito Popolare o Partito del Popolo/Partito Popolare Croato o Partito Nazionale Croato (Dalmazia) (Narodna stranka/Narodna hrvatska stranka, 1861–1905)
- Partito Croato (Dalmazia) (Hrvatska stranka, 1905–1918)
- Partito Serbo (Dalmazia) (Srpska stranka, 1879–1918)
- Partito Democratico (Dalmazia) (Demokratska stranka, 1904–1906)
- Partito Popolare Croato-Sloveno (Istria) (Hrvatsko-slovenska narodna stranka, 1878–1818)
- Comunità Croata (Hrvatska zajednica, 1919–1926)
- Partito Federalista Contadino Croato (Hrvatska federalistička seljačka stranka, 1926–1929)
- Partito Communista di Croazia/Lega dei Comunisti di Croazia (Komunistička partija Hrvatske/Savez komunista Hrvatske, 1937–1990)

▶ Nota: L'aggettivo croato "narodni/a/o" in italiano significa "popolare", ma può anche significare l'aggettivo "nazionale", mentre l'aggettivo "pučki/a/o" significa sempre l'aggettivo "popolare". Gli aggettivi "samostalan/samostalna/samostalno e neovisan/neovisna/neovisno significano "indipendente" o "autonomo/a".

## Divisione amministrativa
La Croazia è amministrativamente suddivisa in 20 regioni (o contee o contade, traduzione esatta del croato županije, sing. županija) mentre la capitale Zagabria costituisce una propria entità (la città a livello di regione). Le unità d'autogoverno locale sono 127 città (aree urbane) e 424 comuni o municipalità (aree rurali o suburbane).
La Nomenclatura delle unità territoriali statistiche della Croazia (NUTS:HR) è usata per fini statistici a livello dell'Unione europea (Eurostat). I codici NUTS del paese lo dividono in tre livelli: NUTS-1: Croazia, NUTS-2: due aree statistiche (Croazia continentale e Croazia adriatica) e NUTS-3: 21 unità coincidente con le regioni (contee) e la città di Zagabria.

## Partecipazione internazionale
La Croazia è membro di AIEA, BERS, BIRS, CE, CEI, CIO, ECE, FAO, FMI, ICAO, ICC, IFC, IFRCS, IMO, Interpol, IOM, ISO, ITU, NATO, OIL, OMM, OMS, ONU, OSCE, UE, UNCTAD, UNESCO, UNWTO, UPU, WIPO, WTO.